# Слободна индијска легија
Индијанска легија, званично Слободна индијанска легија, тј. 950 пешадијски пук, а касније Индијанска добровољачка легија ССа, је била војна јединица подигнута током Другог светског рата у Нацистичкој Немачкој. Идеја је била да се подигне ослободилачка снага за Индију, тада под британском колонијалном владавином. Била је састављена он индијских ратник заробљеника (углавном идеолошки теченим од стране нациста), као и Индијаца у дијаспори унутар Европе. Због својих корена у индијанском покрету за независност, ова легија је добила надимак Тигрова легија. Иницијално подигнута као део немачког Вермахта, стављена је под команду Вафен-СС-а у 1944. Иницијатор ове легије је био индијски активиста за независност Субас Шандра Босе, покушавајући да добије независност за Индију ратујући против Велике Британије, долазећи у Берлин 1941. тражећи помоћ он Немаца. Првобитни регрути су били студенти који су учили у Немачкој, а и мали број заробљених Индијаца из колонијалне војске. Тек би се касније повећао број бивших заробљеника у овој легији.